# Tito Caula
Francisco José Caula Capurro, (Tito Caula) (Azul, 28 de abril de 1926 - Caracas, 31 de outubro de 1978) foi um fotógrafo internacional.

## Biografia
Filho de Elvino Esteban Caula e Elvira María Capurro. Seu pai, aficionado à fotografia, estimulou a seus filhos para que desde cedo o ajudassem no laboratório fotográfico. A partir de 1940, depois da morte de seu pai, abandona a escola e começa a trabalhar como office boy e posteriormente como auxiliar. Em 1945, por insistência de seu irmão menor, Víctor Hugo Caula, começa a trabalhar para a indústria do cinema argentino e realiza fotos para empresas. Em 1949 trabalha com S.A. Lumiton Cinematográfica Argentina. Em 1956, a crise do cinema argentino leva-o a montar uma ferretería e uma pequena loja de fotografia onde se vendiam filmes fotográficos e se fazem fotos de carnet, casamentos, etc. Em junho de 1960 emigra para a Venezuela junto com sua esposa e filha. Caula compra uma câmara Graflex e começa a trabalhar como ajudante do fotógrafo italiano Dei Mola. Num laboratório que monta em sua própria casa revela e imprime rolos de aficionados.
Começa a relacionar-se com profissionais do meio e conhece a Leio Matiz, importante fotógrafo colombiano estabelecido em Caracas. Desde então dedica-se totalmente à fotografia. Em 1961, Caula assume a administração do estudo Leio Matiz em Caracas, colabora também como fotógrafo na revista Elite, e em outubro desse ano é acreditado pelo SNTP. Recebe o Prêmio United Press por sua foto do abraço de Rómulo Betancourt com Arturo Frondizi (colecção GAN) e colabora para publicações venezuelanas como Páginas, Momento, Venezuela Gráfica, bem como para as agências internacionais United Press e France Presse. A partir de 1963 é fotógrafo da CTV e realiza trabalhos independentes. Em 1965 trabalha para a EFOFAC, mantendo outros trabalhos, entre eles publicitários. Em 1966 é acreditado pelo Círculo de Repórteres Gráficos de Venezuela (CRGV), realiza trabalhos para algumas instituições estatais, entre elas o CVN. Monta uma loja de fotografia e um estudo durante uma breve temporada.
Em 1967 funda Artyphot, em Caracas, um estúdio que se incorpora ao seu portfólio durante mais de uma década, e que sobreviveria após sua morte, nas mãos de sua viúva. O estúdio dedica-se fundamentalmente à publicidade e a reportagem empresarial, campos nos quais ele atinge um sólido prestígio. Em 1970 viaja a Argentina, o qual repete em 1977. Ao regressar da segunda viagem recebe a cidadania venezuelana. Em 1978, na mostra coletiva "Hecho en Venezuela", curada pelo fotógrafo José Sigala e apresentada no MACCSI, exibem-se duas fotos suas (hoje na coleção permanente desse museu). A GAN organizou em 1995 uma mostra retrospectiva que reuniu retratos, fotografia publicitária, de comissão e crônica política (Concentração adeca no Silêncio, 1961). "Desde a perspectiva atual, a fotografia de Tito Caula parece percorrida pela tensão criada entre as exigências do estereótipo e seu desborde provocativo [...]. Mas também pode ensaiar-se outra forma de abordar o assunto. Sem deixar de cumprir com o cliente, Caula se excedia no registro de situações, momentos particulares que lhe chamassem a atenção. Criava um aparte, como se fosse um comentário pessoal seu a respeito do fato. Seja um ou outro o julgamento arriscado, sobre essa tensão apontada descansa parte da importância de sua fotografia"